# Južnokitajsko morje
Južnokitajsko morje je robno morje zahodnega Tihega oceana. Na severu meji na obale južne Kitajske (od tu ime), na zahodu na Indokitajski polotok, na vzhodu na Tajvan in Filipine (otok Luzon) in na jugu na Indonezijo (otoka Borneo in Sumatra). Njegova površina je okrog 3.500.000 km². Stika se z Vzhodnokitajskim morjem preko Tajvanskega preliva, Filipinskim morjem preko Luzonskefa preliva, s Sulujanskim morjem preko prelivov okoli Palavana, preko Melaškega in Singapurskim prelivom z Javanskim morjem. Del Južnokitajskega morja sta tudi Tajski zaliv in Tonkinški zaliv.
Južnokitajsko morje je območje izjemnega ekonomskega in geostrateškega pomena. Prečka ga ena tretjina svetovnega pomorskega transporta v vrednosti več kot 3 bilijarde USD v trgovini letno. Pod morskim dnom Južnokitajskega morja naj bi bile obsežne zaloge nafte in zemeljskega plina. Poleg tega je na območju morja razvito dobičkonosno ribištvo, ki je ključno za prehransko varnost milijonov v Jugovzhodni Aziji.
Otočje Južnokitajskega morja, ki skupaj obsega več skupin arhipelagov večinoma majhnih nenaseljenih otokov, otočkov (zalivi in plitvine), grebenov/atolov in podvodnih gora, ki jih je na stotine, je predmet konkurenčnih zahtev po suverenosti več držav. Te trditve se odražajo tudi v različnih imenih, ki se uporabljajo za otoke in morje.

## Geografija
Glede na meje oceanov in morij Mednarodne hidrografske organizacije (IHO), 3. izdaja (1953), leži:
- južno od kitajske celine,
- južno od Hainana,
- zahodno od Tajvana;
- vzhodno od Vietnama;
- zahodno od Filipinov;
- vzhodno od Malajskega polotoka, do vzhodnega vhoda v Singapursko ožino in južno od otokov Bintan in Batam;
- severovzhodna obala Sumatre;
- in severno od otokov Bangka Belitung in Bornea.

Vendar pa je IHO v svojem neodobrenem osnutku 4. izdaje (1986) predlagal morje Natuna, zato je bila južna meja Južnokitajskega morja premaknjena proti severu, od severno od otokov Bangka Belitung proti severu in severovzhodu otokov Natuna.
Države in ozemlja z mejami na morju (v smeri urinega kazalca od severa) so: Ljudska republika Kitajska, Republika Kitajska (Tajvan), Filipini, Malezija, Brunej, Indonezija in Vietnam.
Glavne reke, ki se izlivajo v Južnokitajsko morje, so reke Biserna reka (Zhũ Jiãng), Min, Jiulong, Rdeča reka, Mekong, Menam, Rajang, Baram, Kapuas, Batang Hari, Musi, Kampar, Indragiri, Pahang, Agno, Pampanga in Pasig.

## Obseg
Mednarodna hidrografska organizacija v svojih mejah oceanov in morij, 3. izdaja (1953), opredeljuje meje Južnokitajskega morja na naslednji način:[5]
Na jugu. Vzhodna in južna meja Singapurskega in Melaškega preliva [črta, ki povezuje Tanjong Datok, jugovzhodno točko Johoreja (1°22′N 104°17′E / 1.367°N 104.283°E) skozi Horsburghov greben do Pulo Koko, severovzhodni skrajni del otoka Bintan (1°13.5′N 104°35′E / 1.2250°N 104.583°E). Severovzhodna obala Sumatre] tako zahodno kot Tanjong Kedabu (1°06′N 102°58′E / 1.100°N 102.967°E) navzdol po vzhodni obali Sumatre do Lucipara Point (3°14′S 106°05′E / 3.233°S 106.083°E) od tod do Tanjong Nanka, jugozahodna skrajnost otoka Banka (kjer prehaja v Javansko morje), skozi ta otok do Tanjong Berikat vzhodne točke (2°34′S 106°51′E / 2.567°S 106.850°E), naprej do Tanjong Djemang (2°36′S 107°37′E / 2.600°S 107.617°E) v Billitonu, vzdolž severne obale tega otoka do Tanjong Boeroeng Mandi (2°46′S 108°16′E / 2.767°S 108.267°E) in od tod črta do Tanjong Sambar (3°00′S 110°19′E / 3.000°S 110.317°E) jugozahodno ekstrem Bornea.
Na vzhodu. Od Tanjong Sambarja skozi zahodno obalo Bornea do Tanjong Sampanmangia, severne točke, od tod črta do zahodnih točk Balabac in grebenov Secam, naprej do zahodne točke otoka Bancalan in do rta Buliluyan, jugozahodne točke Palavan, skozi to otoka do točke Cabuli, njegove severne točke, od tod do severozahodne točke Busuanga in do rta Calavite na otoku Mindoro, do severozahodne točke otoka Lubang in do točke Fuego (14°08'N) na otoku Luzon, skozi ta otok do rta Engano, severovzhodne točke Luzona, vzdolž črte, ki povezuje ta rt z vzhodno točko otoka Balintang (20°N) in do vzhodne točke otoka Y'Ami (21°05'N) od tod do Garana Bi, južna točka Tajvana (Formosa), preko tega otoka do Santya (25°N), njegove severovzhodne točke.
Na severu. Od Fuki Kakuja severna točka Formoze do Kiushan Tao (otok Turnabout) naprej do južne točke Haitan Tao (25°25'N) in od tod proti zahodu na vzporedniku 25°24' severno do obale Fukiena.

Na zahodu. Celina, južna meja Tajskega zaliva in vzhodna obala Malajskega polotoka.
Vendar pa je Mednarodna hidrografska organizacija v revidirani izdaji Meja oceanov in morij, 4. izdaja (1986), uradno priznala morje Natuna. Tako je južna meja Južnokitajskega morja popravljena od otokov Bangka Belitung do otokov Natuna.

## Geologija
Morje leži nad potopljenim epikontinentalnim pasom; med nedavnimi ledenimi dobami je bila globalna gladina morja več sto metrov nižja in Borneo je bil del azijske celine.
Južnokitajsko morje se je odprlo pred približno 45 milijoni let, ko so se »Nevarna tla« odtrgala od južne Kitajske. Razširitev je dosegla vrhunec s širjenjem morskega dna pred približno 30 milijoni let, procesom, ko se je razširilo na JZ in povzročilo bazen v obliki črke V, ki ga vidimo danes. Širjenje se je ustavilo pred približno 17 milijoni let. Argumenti o vlogi tektonskega iztiskanja pri oblikovanju bazena so se nadaljevali. Paul Tapponnier in njegovi kolegi so trdili, da ko Indija trči v Azijo, Indokitajski polotok potiska na JV. Relativno striženje med Indokitajskim polotokom in Kitajsko je povzročilo odprtje Južnokitajskega morja. Temu mnenju nasprotujejo nekateri geologi, ki ne menijo, da se je Indokitajski polotok premaknil daleč glede na celinsko Azijo. Morske geofizikalne študije v Tonkinškem zalivu, ki jih je opravil Peter Clift, so pokazale, da je bil prelom Rdeče reke aktiven in je povzročil nastanek bazena pred najmanj 37 milijoni let v SZ Južnokitajskem morju, kar je skladno z iztiskanjem, ki je igralo vlogo pri nastanku morja. Od odprtja je Južnokitajsko morje odlagališče velikih količin usedlin, ki jih prinašajo reke Mekong, Rdeča reka in Biserna reka. Več teh delt je bogatih z nahajališči nafte in plina.

## Otoki in podvodne gore
Južnokitajsko morje vsebuje več kot 250 majhnih otokov, atolov, zalivov, plitvin, grebenov in peščenih grebenov, od katerih večina nima domorodnih prebivalcev, mnogi med njimi so naravno pod vodo ob visoki plimi, nekateri pa so trajno potopljeni. To so:
- Spratlyjevo otočje
- Otočje Paracel
- Otok Pratas in Vereker Bank
- Macclesfield Bank
- Plitvina Scarborough

Spratlyjevo otočje se razprostira na 810 krat 900 km velikem območju, ki pokriva približno 175 identificiranih otoških značilnosti, največji je otok Taiping (Itu Aba), dolg nekaj več kot 1,3 kilometra, z najvišjo nadmorsko višino 3,8 metra.
Največja posebnost na območju Spratlyjevega otočja je 100 kilometrov široka podvodna gora, imenovana Reed Tablemount, znana tudi kot Reed Bank, na severovzhodu skupine, ločena od otoka Palavan na Filipinih s Palavanskim jarkom. Zdaj popolnoma potopljena, z globino 20 metrov, je bila otok, dokler ni potonil pred približno 7000 leti zaradi naraščajoče gladine morja po zadnji ledeni dobi. S površino 8866 kvadratnih kilometrov je ena največjih potopljenih atolskih struktur na svetu.

## Trgovska pot
Južnokitajsko morje je v geopolitičnem smislu izjemno pomembno vodno telo. Morje je bilo v zgodovini pomembna trgovska pot med Kitajsko, jugovzhodno Azijo ter Indijo in zahodom. Številne razbitine trgovskih ladij, ki ležijo na oceanskem dnu, pričajo o cvetoči trgovini, ki sega stoletja nazaj. Švedski inženir Sten Sjöstrand je izkopal devet zgodovinskih trgovskih ladij, ki so prevažale keramiko iz obdobja od 10. do 19. stoletja.
Danes je to druga najbolj uporabljena pomorska pot na svetu, medtem ko glede na letno tonažo svetovne trgovske flote več kot 50 % teče skozi Melaški preliv, Sundski preliv in Lomboški preliv. Več kot 1,6 milijona m³ (10 milijonov sodčkov) surove nafte na dan se prevaža skozi Melaški preliv, kjer redno poročajo o piratstvu, vendar veliko manj pogosto kot pred sredino 20. stoletja.

## Naravni viri
Regija ima dokazane zaloge nafte v višini približno 1,2 km³ (7,7 milijarde sodčkov), po ocenah pa skupno 4,5 km³ (28 milijard sodčkov). Zaloge zemeljskega plina so ocenjene na približno 7500 km³. Poročilo ameriške uprave za energetske informacije iz leta 2013 je skupne ocenjene rezerve nafte dvignilo na 11 milijard sodov. Leta 2014 je Kitajska začela vrtati za nafto v vodah, ki so sporne z Vietnamom. Zadevno območje je znano kot Vanguard Bank in za katerega vietnamski uradniki trdijo, da leži znotraj 200-miljske izključne ekonomske cone njihove države. Kitajska pa temu dejstvu nasprotuje.
Glede na študije Ministrstva za okolje in naravne vire na Filipinih je v tem vodnem telesu ena tretjina celotne svetovne morske biotske raznovrstnosti, zaradi česar je zelo pomembno območje za ekosistem. Vendar so staleži rib izčrpani in države uporabljajo prepovedi ribolova kot sredstvo za uveljavljanje svojih zahtev po suverenosti.
Ribiške flote iz Vietnama in Filipinov so vdrle v indonezijske morske vode, zaradi česar so indonezijske oblasti zasegle in potopile omenjene ladje.
Kitajska je maja 2017 napovedala preboj pri rudarjenju metanskih klatratov, ko so pridobivali metan iz hidratov v Južnokitajskem morju.

## Ozemeljske zahteve
Več držav je podalo konkurenčne ozemeljske zahteve nad Južnokitajskim morjem. Takšni spori veljajo za najbolj potencialno nevarno konfliktno točko v Aziji. Tako Ljudska republika Kitajska (LRK) kot Republika Kitajska (ROC, splošno znana kot Tajvan) trdita, da je skoraj celotno telo njihova last, pri čemer sta svoje trditve razmejili znotraj tako imenovane »črte z devetimi pomišljaji«, kjer se trditve prekrivajo s skoraj vsako drugo državo v regiji. Konkurenčni zahtevki so:
- Indonezija, Vietnam,[14] Kitajska in Tajvan nad vodami SV od otokov Natuna
- Filipini, Kitajska in Tajvan nad plitvino Scarborough.
- Vietnam, Kitajska in Tajvan nad vodami zahodno od Spratlyjevega otočja. Nekateri ali vsi sami otoki so prav tako sporni med Vietnamom, Kitajsko, Tajvanom, Brunejem, Malezijo in Filipini.
- Otočje Paracel so predmet spora med Kitajsko, Tajvanom in Vietnamom.
- Malezija, Kambodža, Tajska in Vietnam nad območji v Tajskem zalivu.
- Singapur in Malezija vzdolž preliva Johore in Singapurskega preliva.

Kitajska in Vietnam sta bila odločna pri pregonu svojih trditev. Kitajska (različne vlade) in Južni Vietnam sta vsaka nadzorovala del otočja Paracel pred letom 1974. Kratek konflikt leta 1974 je povzročil 18 smrtnih žrtev Kitajcev in 53 Vietnamcev, od takrat pa Kitajska nadzoruje celoten Paracel. Spratlyjevo otočje je bilo prizorišče pomorskega spopada, v katerem je bilo marca 1988 ubitih več kot 70 vietnamskih mornarjev južno od grebena Chigua. Sprti tožniki redno poročajo o spopadih med mornariškimi plovili.
ASEAN na splošno in zlasti Malezija sta si zelo prizadevala zagotoviti, da ozemeljski spori v Južnokitajskem morju ne bi prerasli v oborožen spopad. Kot taki so bili ustanovljeni skupni razvojni organi  na območjih prekrivajočih se zahtevkov za skupni razvoj območja in enakomerno razdelitev dobička, ne da bi rešili vprašanje suverenosti nad območjem. To še posebej velja za Tajski zaliv. Na splošno je Kitajska raje dvostransko reševala konkurenčne zahtevke, medtem ko imajo nekatere države ASEAN raje večstranske pogovore, saj verjamejo, da so v dvostranskih pogajanjih z veliko večjo Kitajsko prikrajšane in ker številne države zahtevajo isto ozemlje, so samo večstranski pogovori. bi lahko učinkovito rešil konkurenčne zahtevke.
Prekrivajoče se terjatve glede Pedra Branca ali Pulau Batu Putih, vključno s sosednjimi Middle Rocks s strani Singapurja in Malezije, je leta 2008 poravnalo Meddržavno sodišče, pri čemer je Pedra Branca/Pulau Batu Puteh prisodilo Singapurju, Middle Rocks pa Maleziji.
Julija 2010 je ameriška državna sekretarka Hillary Clinton Kitajsko pozvala k rešitvi ozemeljskega spora. Kitajska se je odzvala z zahtevo, da se ZDA ne vmešavajo v to vprašanje. To se je zgodilo v času, ko sta se obe državi ukvarjali s pomorskimi vajami v razkazovanju sile nasprotni strani, kar je povečalo napetosti v regiji. Ministrstvo za obrambo ZDA je 18. avgusta objavilo izjavo, v kateri je nasprotovalo uporabi sile za rešitev spora in obtožil Kitajsko samozavestnega vedenja. 22. julija 2011 je bila ena od indijskih amfibijskih jurišnih ladij INS Airavat, ki je bila na prijateljskem obisku v Vietnamu, domnevno v stiku na razdalji 45 navtičnih milj (83 km) od vietnamske obale v spornem Južnokitajskem morju na odprtem radijskem kanalu plovila, ki se predstavlja kot kitajska mornarica in navaja, da ladja vpluje v kitajske vode. Tiskovni predstavnik indijske mornarice je pojasnil, da ker iz INS Airavat ni bilo videti nobene ladje ali letala, je nadaljevala svojo pot po načrtu. Indijska mornarica je nadalje pojasnila, da »ni bilo nobenega spopada, ki bi vključeval INS Airavat. Indija podpira svobodo plovbe v mednarodnih vodah, vključno z Južnokitajskim morjem, in pravico do prehoda v skladu s sprejetimi načeli mednarodnega prava. Ti načela bi morali spoštovati vsi.«
Septembra 2011, kmalu po tem, ko sta Kitajska in Vietnam podpisala sporazum za omejitev spora glede Južnokitajskega morja, je indijska državna raziskovalna družba Oil and Natural Gas Corporation (ONGC) sporočila, da je njena čezmorska naložbena veja ONGC Videsh Limited podpisala triletni dogovor s PetroVietnamom za razvoj dolgoročnega sodelovanja v naftnem sektorju in da je sprejel vietnamsko ponudbo za raziskovanje v določenih blokih v Južnokitajskem morju. V odgovor je tiskovni predstavnik kitajskega zunanjega ministrstva Jiang Yu izrazil protest. Tiskovni predstavnik Ministrstva za zunanje zadeve indijske vlade se je odzval z besedami, da so bili »Kitajci zaskrbljeni, vendar se ravnamo po tem, kar so nam povedale vietnamske oblasti, in smo to posredovali Kitajcem.« Indo-Vietnamci dogovor je obsodil tudi kitajski državni časopis Global Times.
Leta 1999 je Tajvan zahteval celotne otoke v Južnokitajskem morju pod administracijo Lee Teng-huija. Celotno podzemlje, morsko dno in vode Paracelsa in Spratlyja si lasti Tajvan.
V letih 2012 in 2013 sta se Vietnam in Tajvan sprla zaradi protivietnamskih vojaških vaj, ki jih izvaja Tajvan.
Maja 2014 je Kitajska postavila naftno ploščad v bližini otočja Paracel, kar je povzročilo številne incidente med vietnamskimi in kitajskimi ladjami.
Decembra 2018 je upokojeni kitajski admiral Luo Yuan predlagal, da bi bila možna rešitev za napetosti z Združenimi državami v Južnokitajskem morju potopitev ene ali dveh letalonosilk ameriške mornarice, da bi zlomili moralo ZDA. Tudi decembra 2018 je kitajski komentator in višji polkovnik v letalskih silah Ljudske osvobodilne vojske Dai Xu predlagal, da bi morala kitajska mornarica zabijati ladje mornarice Združenih držav, ki plujejo v Južnokitajskem morju.
ZDA, čeprav niso podpisnice UNCLOS, vztrajajo pri svojem stališču, da so njihove mornariške ladje dosledno neovirano plule skozi Južnokitajsko morje in bodo to počele še naprej. Včasih so se ameriške vojaške ladje približale meji 12 navtičnih milj otokom pod kitajskim nadzorom (kot je otočje Paracel), kar je povzročilo jezo Kitajske. Med obiskom poveljnika mornariških operacij ZDA na Kitajskem v začetku leta 2019 sta s kitajskim kolegom oblikovala pravila delovanja, kadar koli se ameriške in kitajske vojaške ladje srečajo na odprtem morju.
26. junija 2020 je virtualno potekal 36. vrh Združenja držav jugovzhodne Azije (ASEAN). Vietnam je kot predsedujoči vrhu objavil izjavo predsednika. V izjavi je navedeno, da je Konvencija Združenih narodov o pomorskem pravu »osnova za določanje pomorskih pravic, suverenih pravic, jurisdikcije in zakonitih interesov nad morskimi conami, UNCLOS iz leta 1982 pa določa pravni okvir, znotraj katerega so vse dejavnosti v oceanih in morja je treba izvajati.«

## Vojaški manevri
Glas Amerike je 27. avgusta 2020 poročal, da je ameriški obrambni uradnik dejal, da je Ljudska osvobodilna vojska Kitajske iz celinske Kitajske izstrelila štiri balistične rakete srednjega dosega na območje Južnokitajskega morja.
Leta 2022 je Vietnam zahteval, da Tajvan preneha izvajati svoje vojaške vaje na otokih Spratly, ki se nahajajo v Južnokitajskem morju.

## Arbitraža 2016
Januarja 2013 so Filipini sprožili arbitražni postopek proti Kitajski (LRK) zaradi vprašanj v zvezi s »črto z devetimi pomišljaji«, karakterizacijo pomorskih značilnosti in EEZ. 12. julija 2016 je arbitražno sodišče razsodilo v prid Filipinov glede večine stališč. Pojasnilo je, da ne bo »odločalo o nobenem vprašanju suverenosti nad kopenskim ozemljem in ne bo razmejilo nobene morske meje med pogodbenicama«, vendar je sklenilo, da Kitajska v preteklosti ni izvajala izključnega nadzora znotraj »črte z devetimi pomišljaji«, zato »nima pravne podlage« zahtevati »zgodovinske pravice« nad viri. Ugotovilo je tudi, da kitajske zgodovinske pravice do morskih območij (v nasprotju s kopenskimi masami in teritorialnimi vodami) znotraj »črte z devetimi pomišljaji« ne bi imele pravnega učinka zunaj tistega, do česar je upravičen po UNCLOS. Kritiziral je kitajske projekte melioracije zemlje in njeno gradnjo umetnih otokov na Spratlyjevem otočju, pri čemer je dejal, da je to povzročilo »resno škodo okolju koralnega grebena«. Nazadnje je označil otok Taiping in druge značilnosti Spratlyjevega otočja kot skale v skladu z UNCLOS in zato niso upravičeni do 200 navtičnih milj izključne ekonomske cone. Odločitev arbitražnega sodišča je bila razglašena za dokončno in nobena država ne more pritožiti. Kitajska je sodbo zavrnila in jo označila za »neutemeljeno«. Tajvan, ki trenutno upravlja otok Taiping, največji izmed otokov Spratlyjevega otočja, je prav tako zavrnil sodbo. Osem vlad je javno pozvalo k spoštovanju razsodbe, 35 jih je izdalo na splošno pozitivne izjave, v katerih so opozorile na razsodbo, vendar strani niso pozvale, naj jo spoštujejo, osem pa jo je javno zavrnilo. Osem vlad, ki jih podpirajo, so Avstralija, Kanada, Nemčija, Japonska, Nova Zelandija, Filipini, Združeno kraljestvo in Združene države; vlade v opoziciji so Kitajska, Črna gora, Pakistan, Rusija, Sudan, Sirija, Tajvan in Vanuatu. Združeni narodi sami nimajo stališča o pravni in postopkovni utemeljenosti primera ali o spornih zahtevkih, generalni sekretar pa je izrazil upanje, da bodo nadaljnja posvetovanja o kodeksu ravnanja med ASEAN in Kitajsko v okviru Izjava o ravnanju pogodbenic v Južnokitajskem morju bo privedla do večjega medsebojnega razumevanja med vsemi stranmi.
Marca 2020 so Filipini izrazili zaskrbljenost zaradi približno 220 plovil milice LRK na spornem območju.